# Teichralle

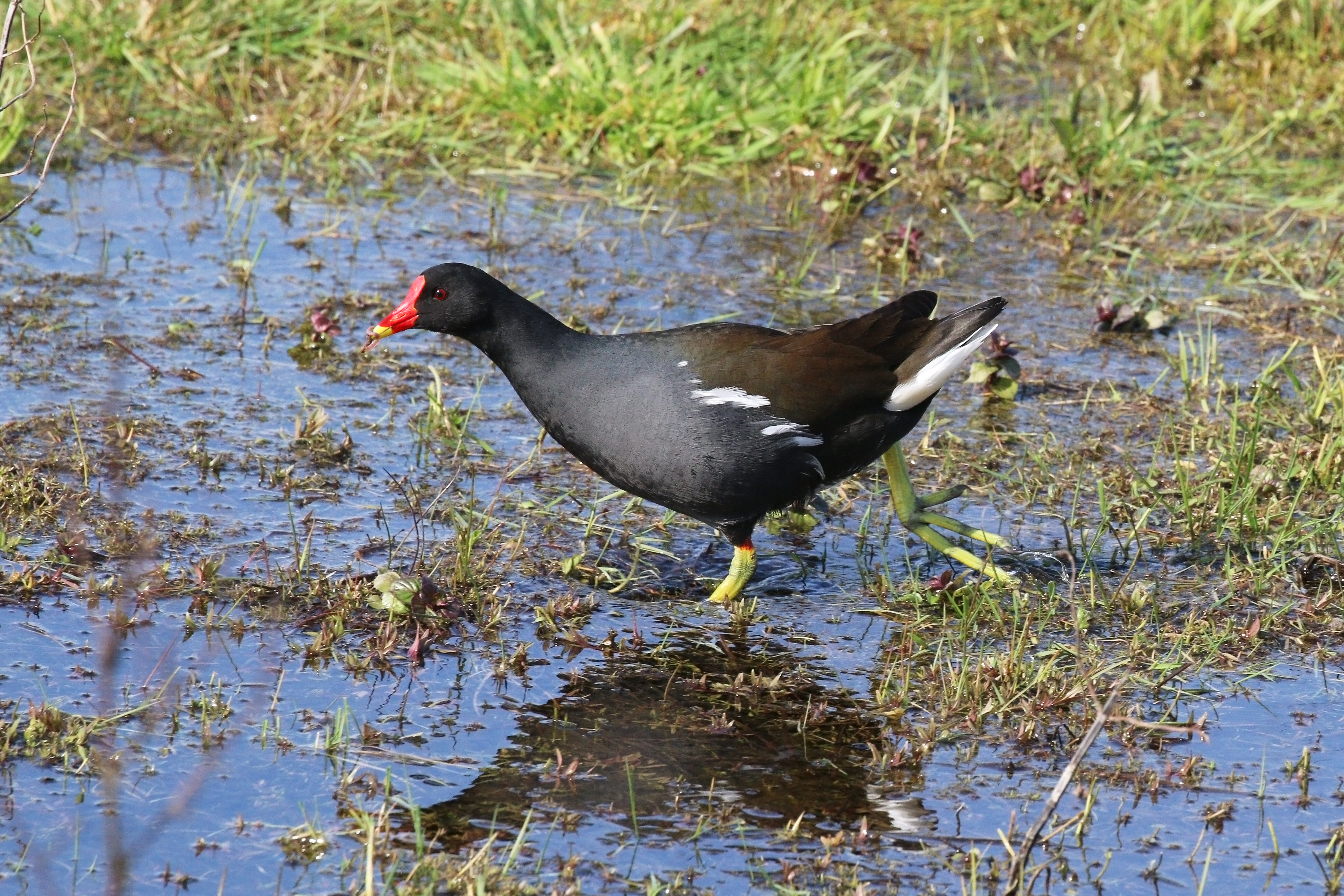
Teichhuhn mit Wurm

Das Teichhuhn (Gallinula chloropus), auch Teichralle genannt, ist eine Vogelart aus der Gattung der Teichhühner (oder Teichrallen, Gallinula) in der Familie der Rallen (Rallidae). Sie kommt mit mindestens 16 Unterarten in den gemäßigten, subtropischen und tropischen Klimazonen Eurasiens sowie Afrikas vor.
Die europäische Brutpopulation wird auf mindestens 900.000 Paare geschätzt. In den meisten Staaten Europas sind die Bestände stabil. In Deutschland wurden Bestandsrückgänge und Arealeinbußen festgestellt, so dass das Teichhuhn hier zurzeit (seit 2006) in der Vorwarnstufe der Roten Liste gefährdeter Arten geführt wird.

## Name
Die wissenschaftliche Artbezeichnung Gallinula chloropus bedeutet „grünfüßiges Hühnchen“ und spielt auf die Beinfärbung dieser Ralle an. In der deutschsprachigen ornithologischen Literatur wurde im 19. Jahrhundert die Bezeichnung „Gemeines Teichhuhn“ verwendet. Anfang des 20. Jahrhunderts nannte man es „Grünfüßiges Teichhuhn“ oder nur Teichhuhn – ein bis heute verwendeter Name. Zoologisch korrekter ist bei dieser Art die Bezeichnung Teichralle, da die Art, wie auch das Blässhuhn, ein typischer Vertreter der Rallen ist.

## Beschreibung

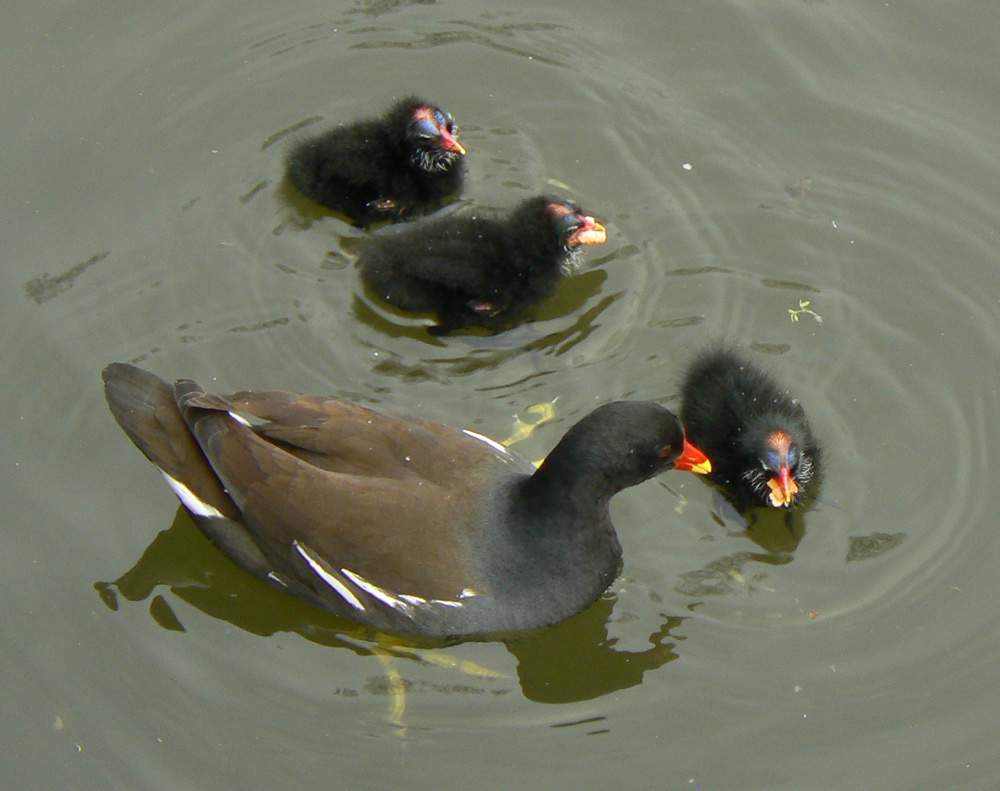
Mutter mit Küken

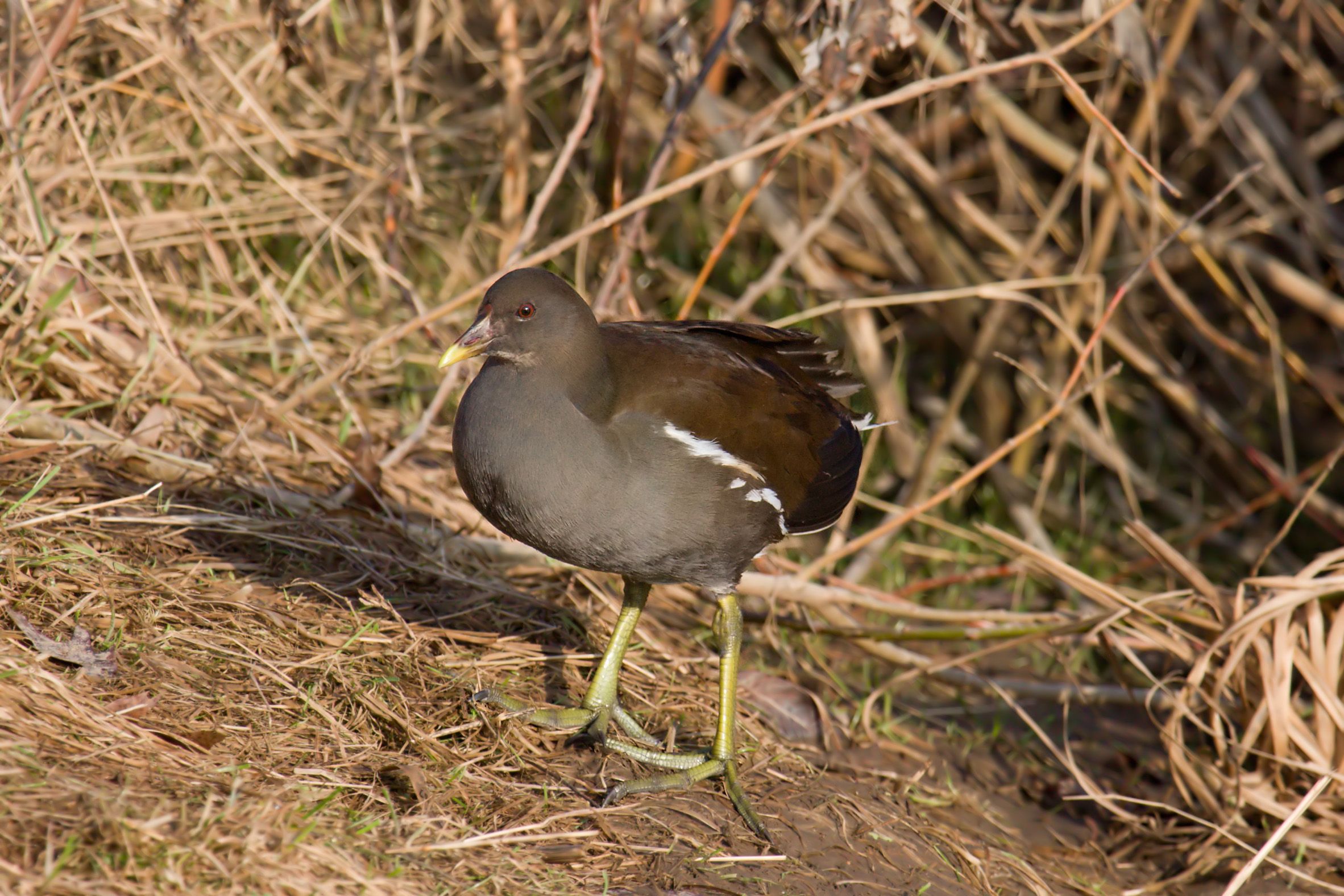
Jungvogel

### Merkmale ausgewachsener Vögel
Die in Europa vorkommende Unterart des Teichhuhns ist mit einer Körperlänge von etwa 33 Zentimetern etwas kleiner als ein Rebhuhn. Die Altvögel sind an der Körperoberseite dunkel olivbraun, an Kopf und Hals sowie der Körperunterseite dunkel grauschwarz gefärbt. Männchen und Weibchen sehen gleich aus, unterscheiden sich nur geringfügig durch Größe und Gewicht. Sie haben eine rote Stirnplatte, einen roten Schnabel mit gelber Schnabelspitze sowie rote Augen. Der kurze Schwanz mit schwarzweißer Unterdecke wird oft nach oben gestelzt. Auf der Unterseite ist das Gefieder schiefergrau, die Flanken weiß gestreift. Füße und Beine sind gelblich grün; oberhalb des Intertarsalgelenks haben die Beine ein rotes Band. Der Vogel fällt auf, weil er beim Schwimmen ständig mit dem gestelzt getragenen Schwanz wippt und rhythmisch mit dem Kopf nickt.

### Küken und Jungvögel

Teichhuhnküken

Die frisch geschlüpften Küken haben einen rot-orangen Schnabel mit einer gelben Spitze. In den ersten Tagen haben sie an der Oberschnabelspitze außerdem einen gelblichweißen Höcker, den sogenannten Eizahn. Die Stirnplatte ist auffällig rot. Das Dunenkleid ist bei frisch geschlüpften Küken schwarz mit einem grünlichen Glanz am Rücken. Augenbrauenartig verläuft ein leuchtend blauer Streifen oberhalb der Augen. Im Jugendkleid ist das Teichhuhn auf der Oberseite graubraun und unterseits grauweiß gefärbt. Auch Kinn und Kehle sind schmutzigweiß, wobei die Halsseiten ein wenig ins Rostfarbene schimmern. Im Übergangskleid zwischen Jugendkleid und dem Gefieder eines Altvogels sind Kopf und Rücken olivbraun. Die übrige Oberseite ähnelt dem Ruhekleid ausgewachsener Vögel. Die Schnabelbasis beginnt sich dann allmählich rot zu färben. Im Frühjahr nach dem Geburtsjahr ist der Schnabel bereits so rot, wie er für ausgewachsene Vögel typisch ist.

## Lautäußerungen
Der am häufigsten zu hörende Ruf ist ein kurr oder krürr. Die Alarmrufe sind kurz und abgehackt und dienen vor allem dazu, die Jungvögel zu warnen. Diese Rufe klingen situationsbedingt unterschiedlich – je nachdem, ob sich ein potentieller Feind schwimmend nähert, an Land befindet oder ein Greifvogel am Himmel erscheint. Schreckrufe sind ebenfalls kurzsilbig. Zum Drohrufrepertoire des Teichhuhns gehört auch ein fauchender Kehllaut, der gelegentlich zu hören ist, wenn der Vogel am Nest überrascht wird oder sich ein Artgenosse im Brutrevier befindet. Er geht häufig einem Angriff unmittelbar voran.
Von den Küken ist bereits ein leises Piepen zu hören, kurz bevor sie aus dem Ei schlüpfen. Mit einer Reihe unterschiedlicher Stimmfühlungs- und Bettellaute halten sie Kontakt zu den Elternvögeln. Diese Laute werden mit kee-ip umschrieben, das in bestimmten Situationen sehr schrill klingt. Flüchtende Junge rufen ein lautes und für den menschlichen Beobachter ängstlich klingendes ptili ptili, dessen Silben umso schneller aneinander gereiht werden, je mehr sich der Jungvogel in Gefahr fühlt.

## Verbreitung
Teichhühner leben in Europa, in Asien ostwärts bis Sulawesi und Sumbawa, in Afrika, auf Madagaskar und den Seychellen, Mauritius und Réunion. Sie fehlen in Australien.

### Die Unterarten und ihre Verbreitung
Innerhalb des sehr großen Verbreitungsgebietes wird je nach Autor eine unterschiedliche Anzahl von Unterarten abgetrennt. Generell hat sich die Anzahl der beschriebenen Unterarten im Verlauf des 20. Jahrhunderts reduziert, weil man bestimmte nachgewiesene Färbungs- und Größenunterschiede nicht mehr als Unterartmerkmale ansieht. Engler (2000) geht von 14 gesicherten Unterarten und zwei Inselformen aus, deren Unterartstatus umstritten ist. Neben der auch in Europa vorkommenden Nominatform Gallinula chloropus chloropus, deren Verbreitungsgebiet im nächsten Abschnitt etwas ausführlicher dargestellt ist, sind dies im Einzelnen:
- G. c. indica kommt im Süden der Arabischen Halbinsel, im Irak, in Kaschmir, Südtibet, im Süden und Osten Chinas, in Japan, auf den Ryūkyū-Inseln, Taiwan, Hainandao, in Vorder- und Hinterindien, auf Sri Lanka, in Birma sowie im Norden von Malakka bis Tenasserim vor.
- G. c. orientalis lebt im Süden von Malakka, auf Sumatra, Java (Insel), Bali, Lombok, Sumbawa, Flores, Kangean, Borneo (Kalimantan) und Sulawesi.
- G. c. lozanoi ist auf die Philippinen beschränkt.
- G. c. guami lebt auf den Marianen.
- G. c. meridionalis lebt in Afrika von den Tropen bis zur Kapprovinz sowie auf den beiden Inseln São Tomé und Annobón.
- G. c. pyrrhorhoa kommt auf Madagaskar, Réunion und Mauritius vor.
- G. c. correiana ist eine weitere auf Inseln lebende Unterart und auf den Azoreninseln Terceira und Faial zu finden.
- G. c. seychellarum ist eine Inselform, deren Einordnungen als Unterart noch diskutiert wird. Sie lebt auf den Seychellen.

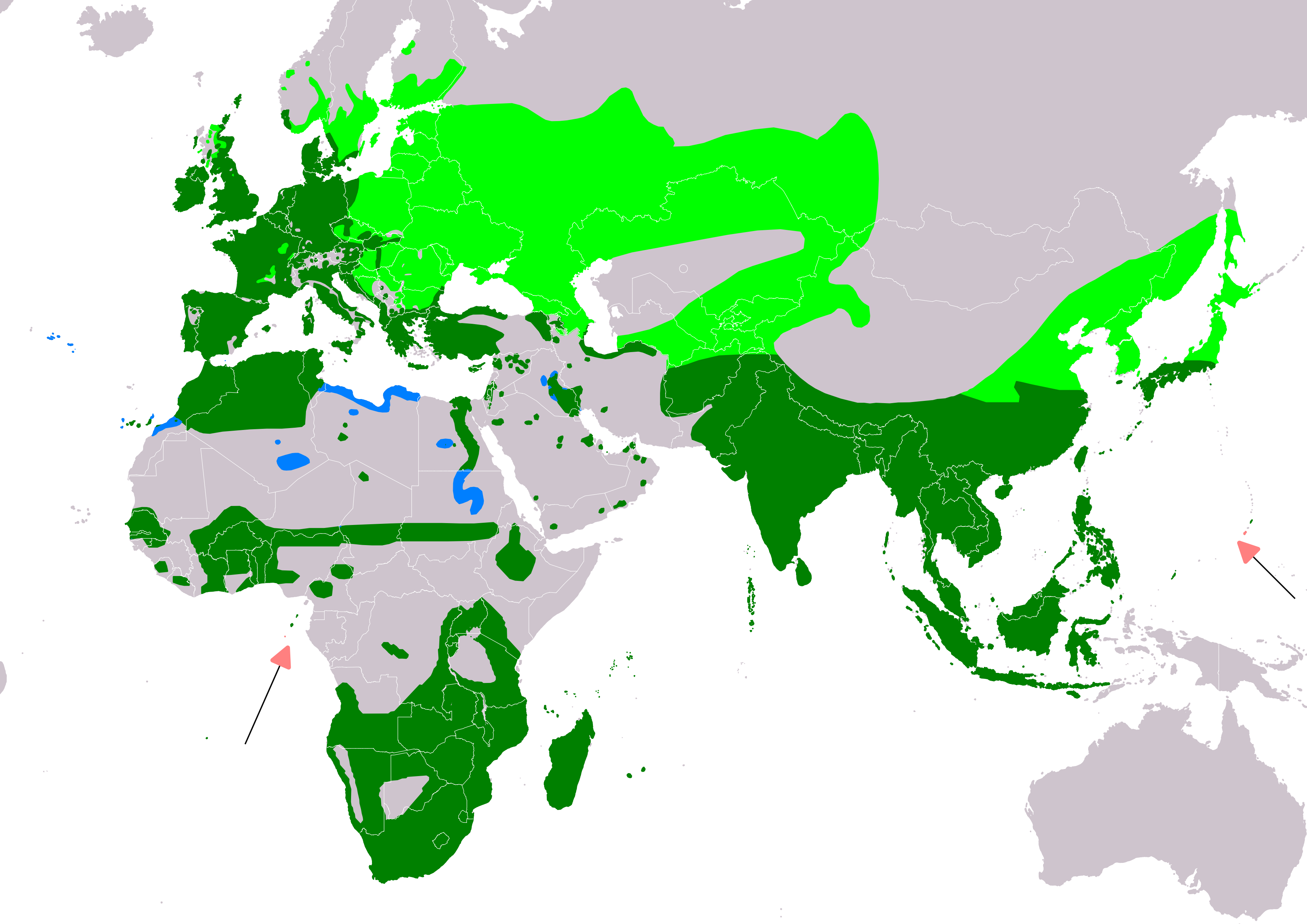
Verbreitung des Teichhuhns:
Brutgebiete
Ganzjähriges Vorkommen
Überwinterungsgebiete
Population wahrscheinlich erloschen

### Die Verbreitung der NominatformGallinula chloropus chloropus

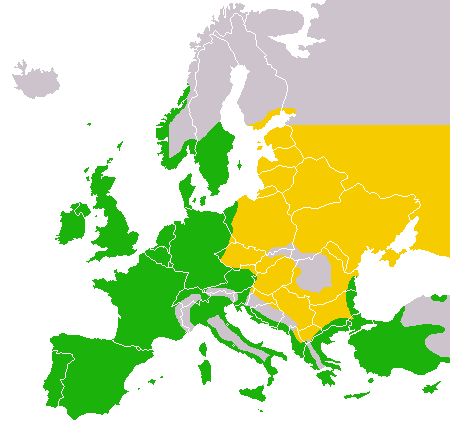
Verbreitung in Europa
grün=ganzjährig, gelb=Sommer

Gallinula chloropus chloropus ist die 1758 von Carl von Linné beschriebene Nominatform des Teichhuhns. Ihr Verbreitungsgebiet reicht von Großbritannien und den Shetland-Inseln über Südnorwegen, Südschweden und Südfinnland und Sankt Petersburg, Nischni Nowgorod bis nach Tomsk in Westsibirien. Sie ist außerdem im Westen des Altais, in Kasachstan, der Dsungarei, in Tianshan, Kaschmir sowie im Westen Turkestans vertreten. Im Süden erstreckt sich das Brutareal über Marokko, den Westen der Sahara bis zur Hochebene des Atlasgebirges in Algerien sowie den Norden von Tunesien. Als Brutvogel kommt sie außerdem im Nordosten von Libyen, im Nildelta und im Sinai sowie in Israel, im Libanon, in Syrien und im Irak vor.
In Europa ist die Art ein typischer Bewohner des Tieflandes. Die Höhenverbreitung im Bergland schwankt regional. So liegen die Brutplätze in Mitteldeutschland selten in Höhen über 600 Meter; in der Schweiz brütet die Art dagegen bis zu 800 Metern über dem Meeresspiegel. Die bisher höchste nachgewiesene Brut fand am Silsersee in einer Höhe von 1800 Metern über Normalnull statt.

### Zugverhalten
In Abhängigkeit von den jeweiligen klimatischen Gegebenheiten ist das Teichhuhn Zug-, Stand- oder Strichvogel.
Generell lässt sich sagen, dass es unter den Teichhühnern der west- und mitteleuropäischen Länder Zugvögel gibt, die größere Entfernungen bis in ihre Überwinterungsareale zurücklegen. Der Anteil der Vögel, für den dies zutrifft, ist im östlichen und nördlichen Europa höher. Teichhühner, die in Skandinavien brüten, überwintern überwiegend in Frankreich sowie in Spanien und auf den Britischen Inseln. Vereinzelt hat man diese Brutvögel auch im Norden Sudans, am Persischen Golf, in Mali oder in Senegal wiedergefunden. Teichhühner, die im östlichen Deutschland brüten, nutzen als Überwinterungsgebiet ein Areal, das vom Westen Deutschlands, den Niederlanden, Belgien, Spanien, Frankreich bis nach Italien reicht. Niederländische Brutvögel sind dagegen überwiegend Kurzstreckenzieher, die sich häufig im Winter in Belgien einfinden.
Britische Brutvögel sind überwiegend Standvögel, für die eine Überwinterung auf dem europäischen Festland bislang nicht belegt werden konnte. Über das Zugverhalten der asiatischen Unterarten weiß man noch wenig. Bei den europäischen Teichhühnern, die Zugvögel sind, findet der Wegzug aus dem Brutgebiet überwiegend im Zeitraum von September bis November statt. In geeigneten Gebieten versammeln sich Teichhühner zu sogenannten Wintertrupps. Diese lösen sich noch vor Frühlingsbeginn auf und ziehen von Anfang März bis in den April in ihre Brutareale zurück. Teichhühner fliegen auf ihrem Zug vor allem nachts.

## Lebensraum

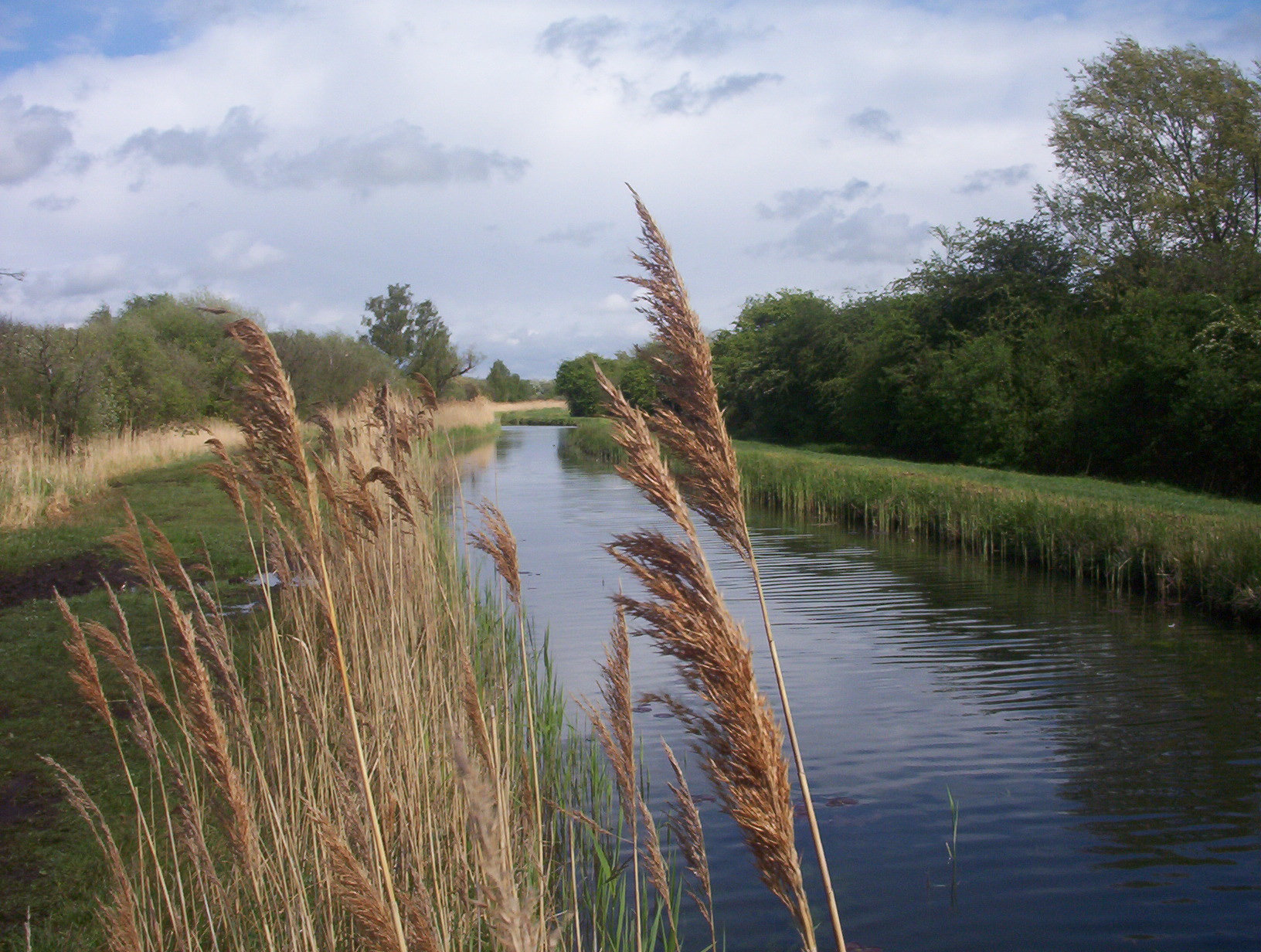
Typischer Lebensraum des Teichhuhns

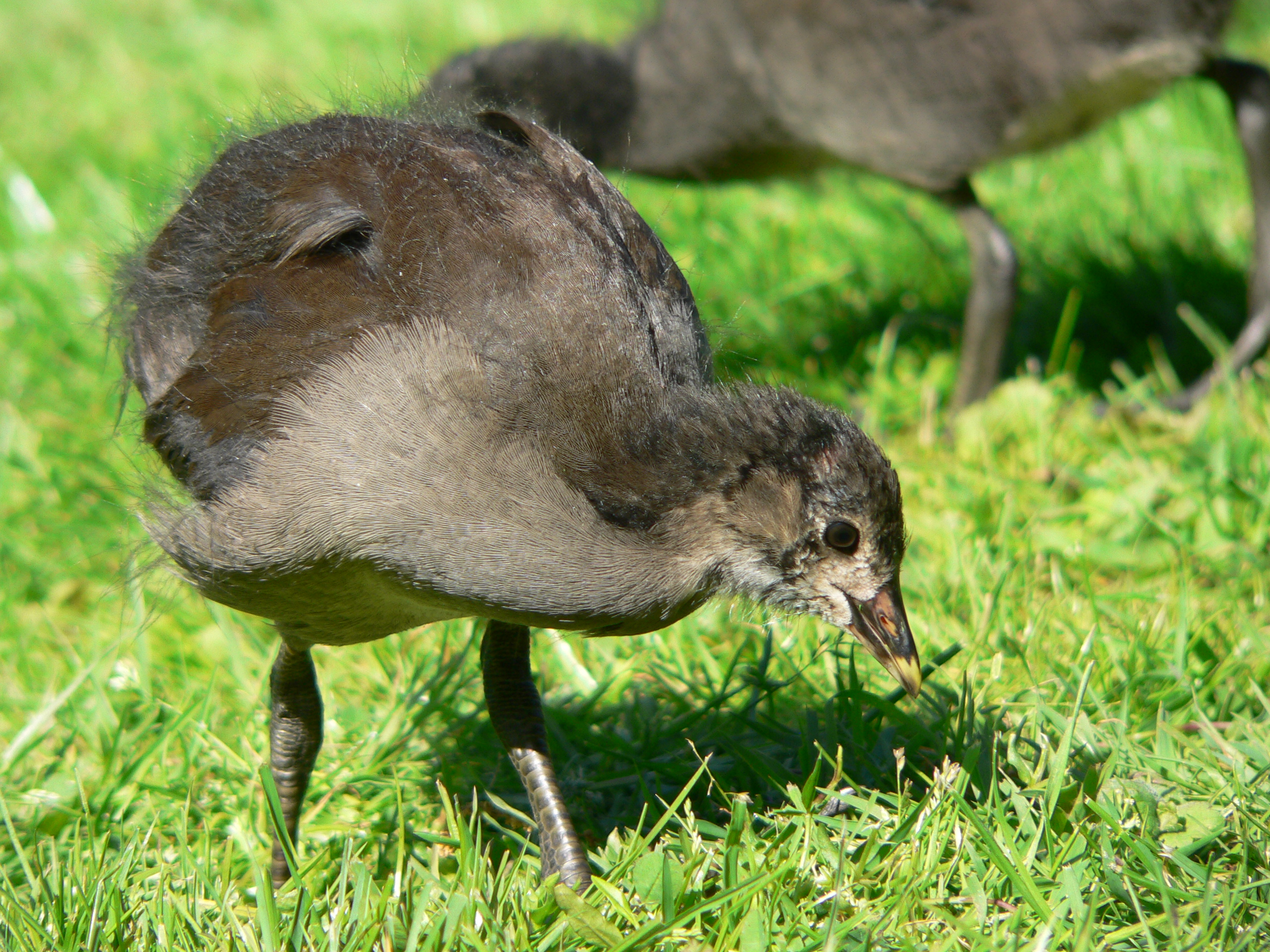
Jungvogel beim Fressen

Der optimale Lebensraum eines Teichhuhns besteht aus einem stark eutrophen und flachen Gewässer mit einer dichten Röhrichtvegetation am Ufer und größeren Schwimmblattgesellschaften auf der offenen Wasserfläche.
Aufgrund ihrer hohen Anpassungsfähigkeit findet sich die Art aber auch an Gewässern, die diesem Optimalhabitat nicht entsprechen. Sie nutzt auch kleinere Tümpel und Wasserlöcher, die eine Wasserfläche von 20 bis 30 Quadratmetern haben, und ist unter anderem in Torfabbaugebieten, auf Rieselfeldern, entlang Überschwemmungsflächen und langsam strömender Flüsse sowie Lehm- und Kiesgruben zu finden. Gallinula chloropus zählt außerdem zu den Tierarten, die sich Stadtgebiete als Lebensraum erobert haben und ist dort in Gärten, Parks und Zoos zu sehen, wenn diese ausreichend Wasserflächen bieten. Dabei stellt sie nur geringe Ansprüche an die Wasserqualität. Wesentlicher als diese ist das Vorhandensein einer geeigneten Ufervegetation.

## Nahrung und Nahrungserwerb
Teichhühner sind Allesfresser, deren Nahrungsspektrum vor allem von ihrem jeweiligen Lebensraum bestimmt ist. Sie fressen unter anderem die Samen und Früchte von Sumpf- und Wasserpflanzen, die Knospen von Weiden und Pappeln, Grasspitzen sowie Insekten, Weichtiere und andere Kleintiere. Die pflanzliche Nahrung überwiegt dabei. Für ihre Suche nach Nahrung nutzen Teichhühner auch Wiesen und Weiden in unmittelbarer Nähe zu Gewässern. Außerhalb der Brutzeit erweitert sich der Raum, in dem Teichhühner nach Nahrung suchen. Sie sind dann gelegentlich auch in Gärten, auf Äckern oder Saat- und Stoppelfeldern zu beobachten, die sich nicht in Gewässernähe befinden. Sie picken dann vor allem frisch aufgegangene Saat beispielsweise von Winterroggen auf. In Gärten fressen sie auch frisch keimenden Spinat oder Kohl.
Die tierische Nahrung besteht unter anderem aus Schnecken, Spinnentieren, Imagines von Libellen und Käfern sowie aus Blattläusen und diversen Käferarten. Fischbrut und kleine Fische gehören nur ausnahmsweise zu ihrem Nahrungsspektrum. Sie picken jedoch an toten Fischen, die auf der Wasseroberfläche treiben. Beobachtet wurde außerdem, dass sie Vogelkadaver anfressen und gelegentlich Eier anderer Vogelarten verzehren.

## Fortpflanzung und Fortpflanzungsverhalten

### Balzverhalten
Die Paarbildung beginnt bei Zugvögeln in der Regel, bevor sich die Wintertrupps vor Frühlingsanfang auflösen. Normalerweise ist es das Teichhuhnweibchen, das sich ein Männchen als Partner aussucht. Unter den Weibchen finden dabei heftige Kämpfe statt und die Gewinnerinnen dieser Auseinandersetzungen suchen sich meist die Männchen aus, die besonders gut ernährt sind. Der Ernährungszustand des Männchens wird von den Weibchen als Hinweis darauf gewertet, wie gut diese für das spätere Brüten und für die Revierverteidigung geeignet sind.
Bei den Standvögeln unter den Teichhühnern beginnt die Paarbildung und die Balz häufig bereits im Zeitraum Oktober bis Dezember und damit deutlich früher als bei den Individuen, die in Überwinterungsgebiete ziehen. Bei Standvögeln kommt es dabei vor, dass sich Paare bilden, die mehrere Jahre miteinander leben.
Einem sich nähernden Weibchen schwimmt das Männchen in Imponierhaltung und einem rhythmischen Scheinpicken gegen die Wasseroberfläche entgegen. Wendet das Weibchen sich ab, beginnt das Männchen es zu treiben, bis dieses nach kurzer Schwimmstrecke wendet und ebenfalls beginnt, ein Scheinpicken durchzuführen. Verfolgungsschwimmen und Scheinpicken gegen die Wasseroberfläche, die als Verhalten zur Paarbildung gehören, können bis zu achtmal wiederholt werden. Eine vollzogene Paarbildung ist daran zu erkennen, dass die beiden Vögel keine Individualdistanz zueinander einhalten und sich gegenseitig das Gefieder pflegen.

### Das Nest

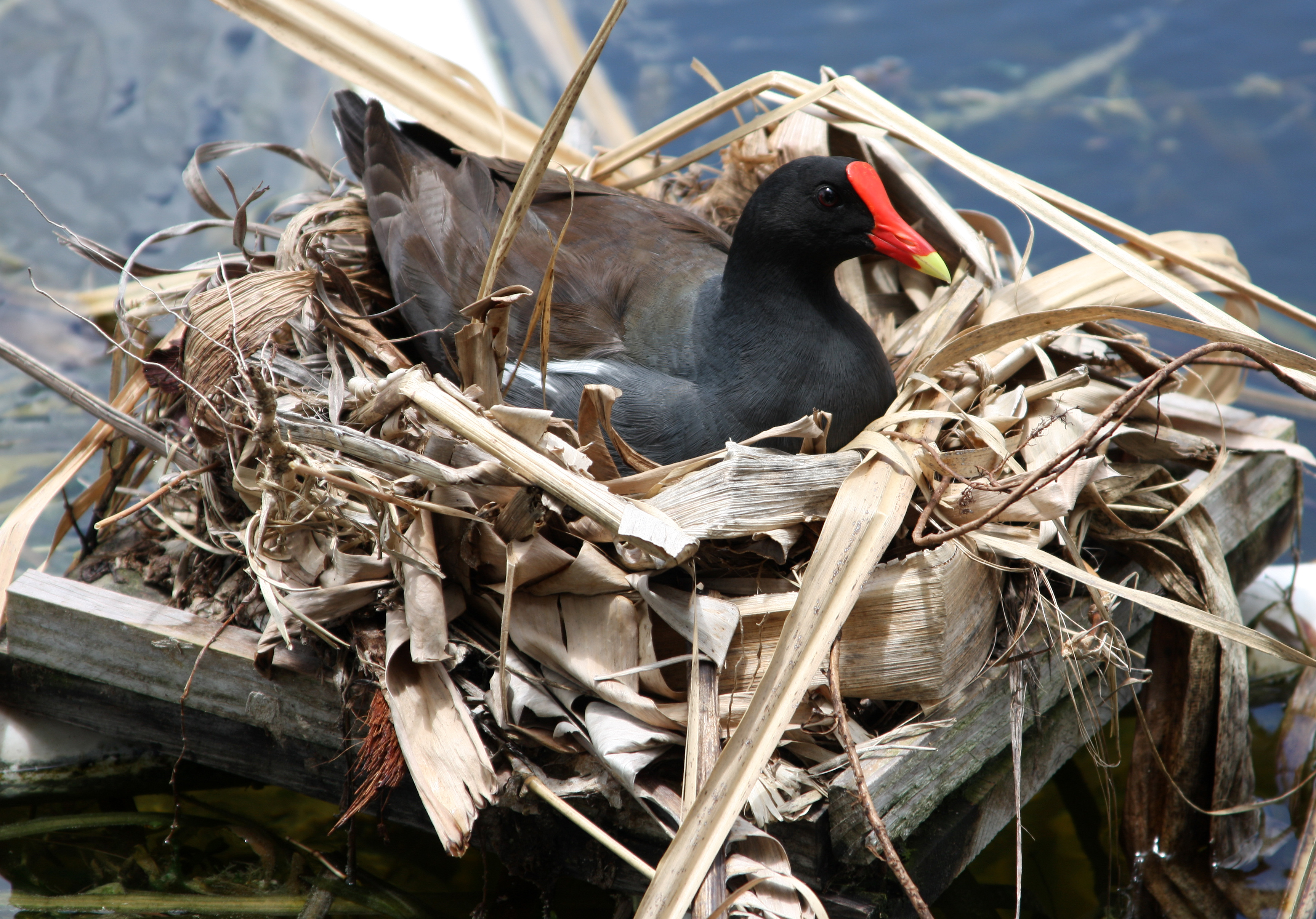
Brütendes Teichhuhn

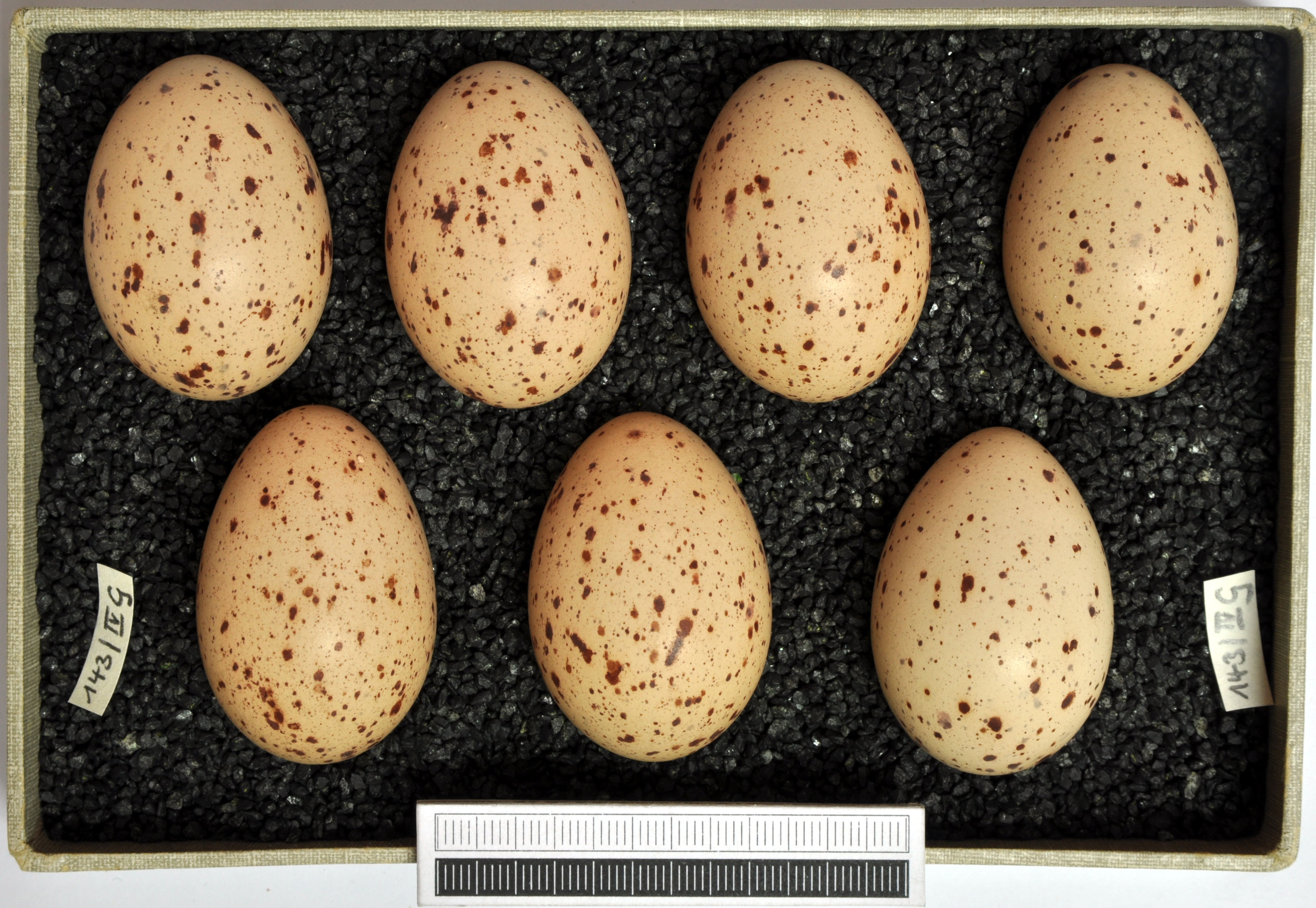
Gelege, Coll. Museum Wiesbaden

Männchen beginnen in Mitteleuropa frühestens ab Ende Februar in ihrem Revier geeignete Nistplätze auszuwählen. Während einer Fortpflanzungsperiode können Nester mit drei unterschiedlichen Funktionen gebaut werden. Zum einen gehören dazu sogenannte Balzplattformen, die nestähnliche Bauten an Land oder auf festen Unterlagen knapp oberhalb des Wasserspiegels sind. Bis zu fünf solcher Balzplattformen, die die Männchen gelegentlich während der Brutzeit als Schlafplatz nutzen, können in einem Revier entstehen. Das eigentliche Nest, das das Gelege aufnimmt, entsteht etwa eine Woche vor der ersten Eiablage. Die überwiegende Zahl der Teichhuhnpaare baut zwei Gelegenester, bevor sie sich für eines entscheidet. Das zweite Gelegenest wird sehr häufig später als Rastplatz der Elternvögel benutzt. Am Bau sind beide Geschlechter beteiligt; das Nestfundament wird überwiegend vom Männchen errichtet, die Auskleidung der Nistmulde wird weitgehend vom Weibchen vorgenommen. Die Nester sind bei der ersten Eiablage noch nicht vollendet. Die weitgehende Fertigstellung des Nestes erfolgt während der Eiablage und während der Bebrütungszeit, indem weiterhin grüne Pflanzentriebe in die Nestanlage eingefügt werden. Eine große Zahl der Nester hat einen „Baldachin“ aus Pflanzen, die das Nest vor der Entdeckung durch Eierräuber und Kükenräuber schützt.
Für die Jungvögel baut das Männchen kurz vor deren Schlüpfen in den meisten Fällen mindestens ein Ruhe- und Schlafnest. Häufig dient eine alte Balzplattform als Fundament eines solchen Jungennestes, das im Aussehen und der Bauweise den Gelegenestern gleicht. Es wird allerdings sehr schnell errichtet, so dass es weniger stabil ist.
Gelege- und Jungennester befinden sich meist gut versteckt in der Ufervegetation. Werden diese Nestformen auf der Wasseroberfläche verwendet, dann dienen Seggenbulten, Schilfhorste oder im Wasser liegende Baumwurzeln oder -stümpfe als Verankerungspunkt. Als Deckungspflanzen dienen dann Binsen, Kalmus, Igelkolben, Rohrkolben, Rohrglanzgras (vgl. Bild) oder die Sumpf-Schwertlilie. Gelegenester werden gelegentlich auch über dem Boden in dichten Sträuchern, in den Astgabeln von Bäumen oder in Rankpflanzen angelegt. Auch hier befindet sich der Neststandort jedoch selten mehr als 50 Zentimeter oberhalb des Bodens.

### Brut
Der Beginn der Brutperiode ist regional unterschiedlich. In Mitteleuropa beginnen Teichhühner jedoch in der Regel ab Mitte April mit der Eiablage, wenn das Gelegenest noch nicht fertig gestellt ist. Die Weibchen legen ihre Eier meist am Abend zwischen 19 und 22 Uhr.
Die Eier haben eine feinkörnige und feste Schale, die glatt ist und schwach glänzt. Sie haben eine gelblichbraune bis graubeige Grundfarbe, weisen kastanienbraune bis schwärzlich-purpurne Flecken auf und wiegen etwa 20 Gramm. Das Gelege besteht aus fünf bis elf Eiern. Teichhühner brüten häufig ein zweites Mal und legen unter optimalen Bedingungen auch ein drittes Gelege. Das zweite und dritte Gelege umfasst jedoch jeweils weniger Eier. Neben den Verlusten durch Fressfeinde (siehe unten) kommt es zu Gelegeverlusten vor allem durch Unwetter, bei denen die Eier zu lange im Wasser liegen, so dass sie so weit auskühlen, dass die Embryos absterben.
Die Bebrütung der Eier beginnt meist, bevor das Gelege vollständig ist. Die Brutdauer liegt zwischen 19 und 22 Tagen, und beide Elternvögel sind an der Brut beteiligt. Die Männchen brüten nach neuestem Forschungsstand überwiegend nachts, und ihr Anteil am Brutgeschäft ist größer als jener des Weibchens. Die Ablösung zwischen den beiden Elternvögeln findet ohne erkennbares Zeremoniell statt.
Eier von Teichhühnern sind auch schon in den Nestern von Rebhühnern, Blessrallen, Schwarzkopf-Ruderenten und Lachmöwen gefunden worden. Ob Teichhühner aber gezielt Brutparasitismus betreiben, ist noch nicht ausreichend belegt.

### Die Küken

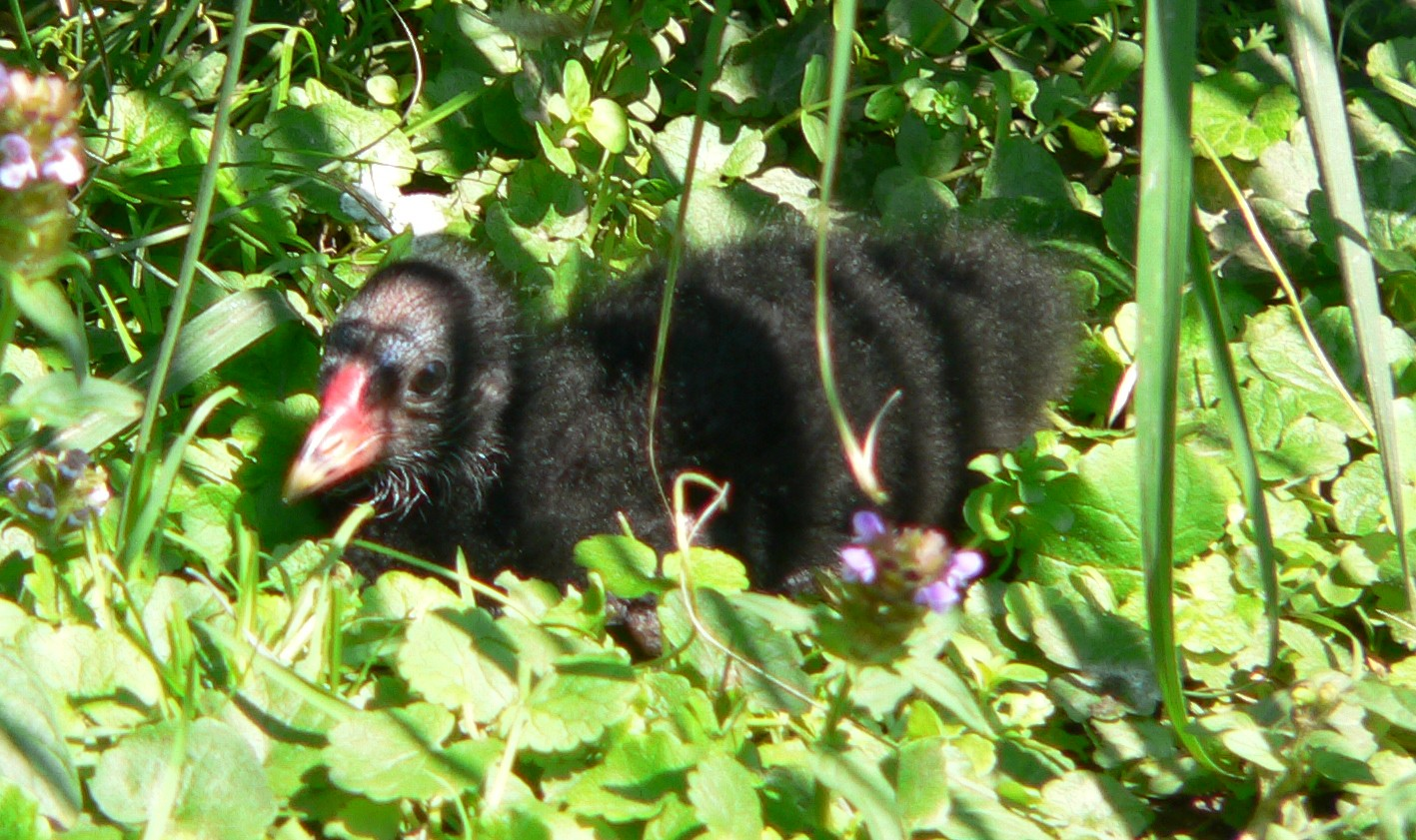
Dunenjunges

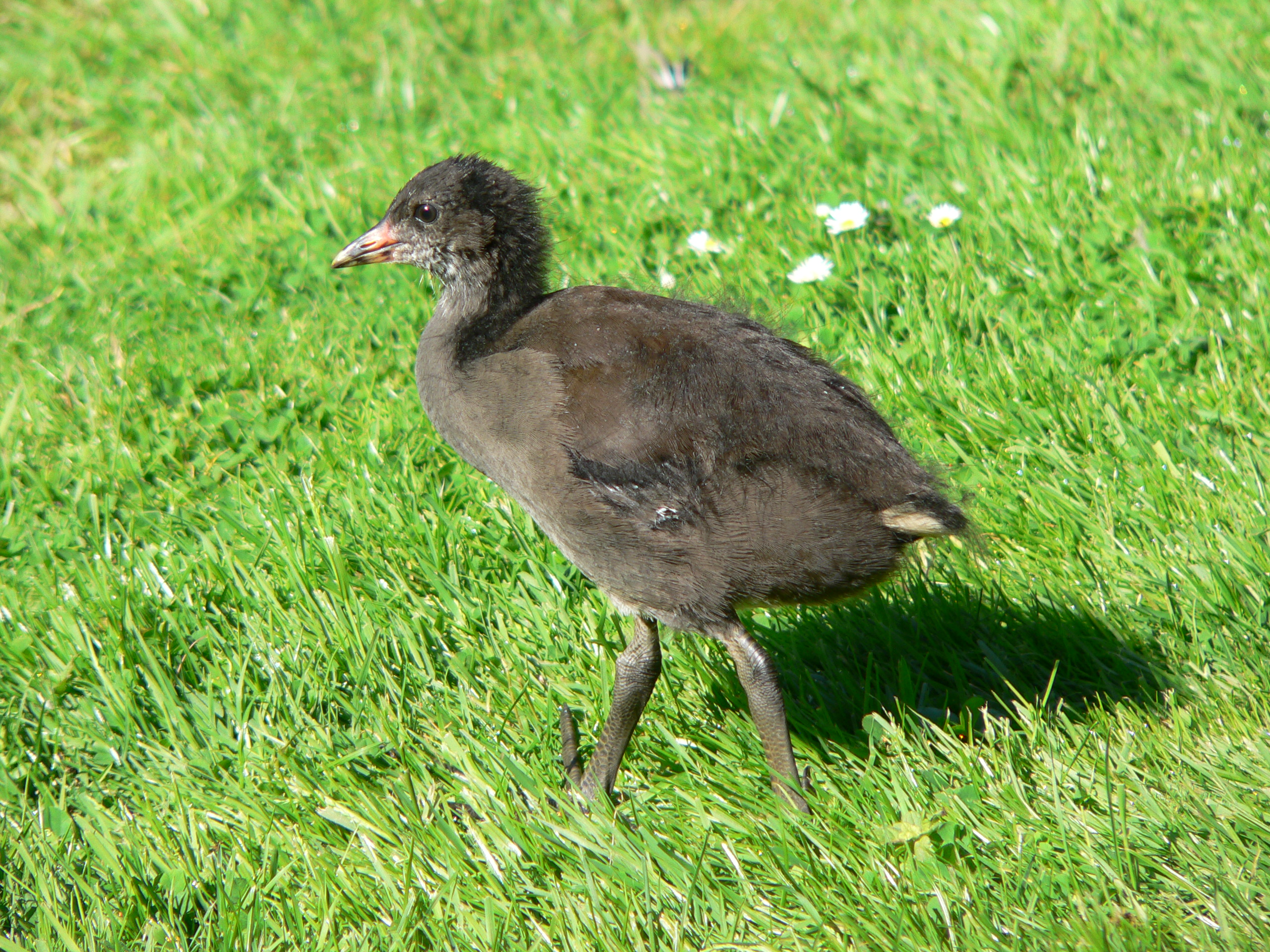
Jungvogel

Bereits zwei bis zweieinhalb Tage bevor sich das Küken aus seinem Ei befreit hat, erscheint ein erster kleiner Riss in der Schale. Diesem folgen im Laufe des nächsten Tages weitere Risse, die alle regelmäßig entlang der Luftkammer des Eies verteilt sind. Von dem Zeitpunkt, an dem man das erste Mal den Schnabel des Kükens durch ein kleines Loch in der Eischale erkennen kann, dauert es noch etwa zwei bis achtzehn Stunden, bevor das Küken vollständig geschlüpft ist. Die Küken oder Dunenjungen bleiben häufig ein bis drei Tage im Nest, bevor sie dieses erstmals verlassen. Sie sind jedoch bereits vom ersten Lebenstag an selbständig schwimmfähig. Ab dem fünften Lebenstag können die Küken außerdem auch tauchen. Sie sind so in der Lage, sich unter Wasser und an Wasserpflanzen zu verstecken. Dabei ragt nur noch der Kopf bis zur Augenregion aus dem Wasser. Ab dem 10. Lebenstag können sie eigenständig Nahrung suchen.
An der Aufzucht und Betreuung der Küken sind beide Elternvögel beteiligt. Brütet das Weibchen noch die verbleibenden Eier aus, dann ist es das Männchen, das die Jungen betreut und gegebenenfalls im Jungennest hudert. Kommt es zu einer Folgebrut, die schon acht bis zehn Tage nach dem Schlupf des letzten Kükens beginnen kann, ist es ebenfalls das Männchen, welches die Küken führt. Gefüttert werden die Küken, indem die Altvögel ihren Schnabel etwas seitlich vor die Schnabelspitze des Jungen halten. Dieses nimmt die Nahrung durch Picken am Unterschnabel des Elternteils auf.

### Die Entwicklung zum Jungvogel
Zwischen dem 20. und 21. Lebenstag verschwindet allmählich die Buntfärbung des Kopfes, die für das Küken typisch war. Am 28. Lebenstag haben die Jungvögel ihr Dunenkleid vollständig verloren; die Füße werden nun allmählich grünlich. Zwischen dem 31. und 45. Lebenstag entwickeln sich nach und nach die Schwingen und Flügeldecken. Ab dem 45. Lebenstag werden sie in der Regel nicht mehr durch Eltern gefüttert. Mit 49 Tagen sind die Jungvögel ausgewachsen und können bereits etwas fliegen. Das Wachstum der Hand- und Armschwingen sowie des Schwanzes ist jedoch erst mit dem 60. Lebenstag abgeschlossen, so dass sie erst dann ihre volle Flugfähigkeit besitzen. Die Jugendmauser liegt in der 15. bis 18. Lebenswoche.

### Verteidigung des Brutreviers

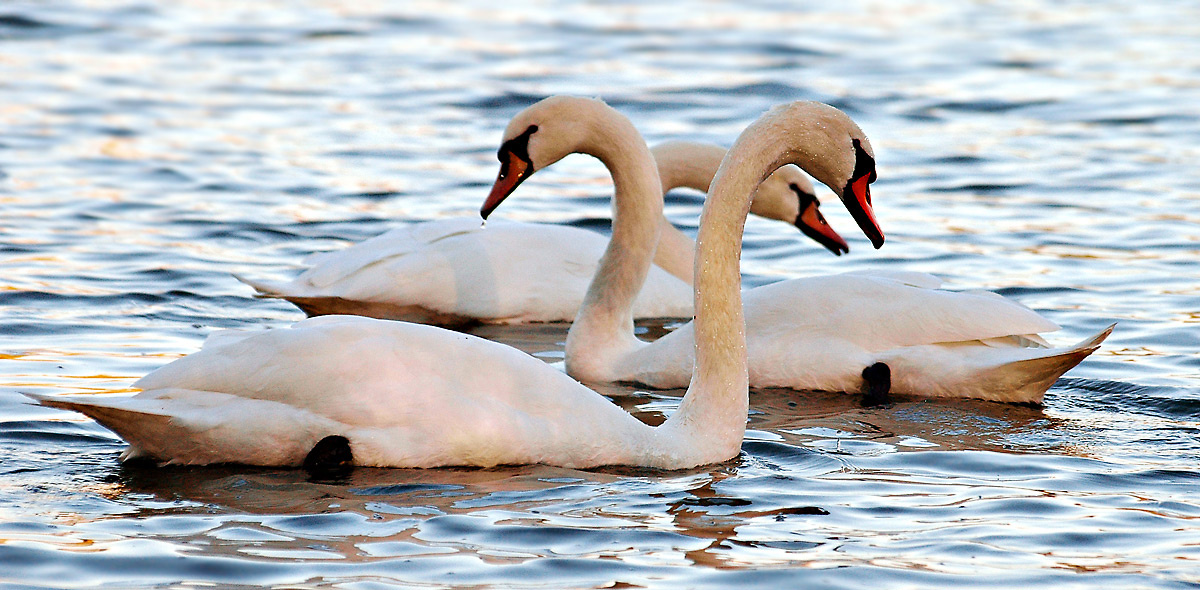
Auch gegenüber Höckerschwänen verteidigen Teichhühner ihr Brutrevier aggressiv

Ihr unmittelbares Brutrevier verteidigen Teichhühner sowohl gegen Artgenossen wie gegen andere Tiere. Zur Verteidigung gehört ein sehr breit gefächertes Handlungsrepertoire. Einem sich dem Nest nähernden Graureiher droht ein Teichhuhn beispielsweise zuerst mit nach vorne gestrecktem Kopf und geöffneten Flügeln und würde dann dem Graureiher gegebenenfalls drohend entgegenlaufen oder -schwimmen. Zu Konfliktsituationen zwischen Graureihern und Teichhühnern kommt es regelmäßig, und häufig gelingt es dem Teichhuhn, Graureiher – die die Küken fressen würden – vom Nest fernzuhalten. Gegenüber Höckerschwänen zeigt das Teichhuhn ein ähnliches Verhalten. Sie springt diesen sogar manchmal an Kopf oder Hals.
Auch gegenüber gleich großen oder kleineren Vögeln zeigen Teichhühner ein ähnlich aggressives Verhalten. Enten greifen sie regelmäßig an, wenn diese den Jungvögeln oder dem Gelege zu nahe kommen. Belegt sind außerdem mehrere Fälle, bei denen Teichhühner die Küken von anderen Vogelarten töteten. Dies geschieht durch Hacken auf Kopf und Hals sowie durch den Versuch, die anderen Vögel unter Wasser zu drücken. Auch gegenüber dem Menschen zeigt das Teichhuhn vor allem während der Bebrütung der Eier ein ausgesprochen aggressives Verhalten. Ornithologen sind bei Nistkontrollen mehrfach von Teichhühnern mit Drohlauten angefaucht worden und vereinzelt auch in die Finger gebissen worden.

## Fressfeinde

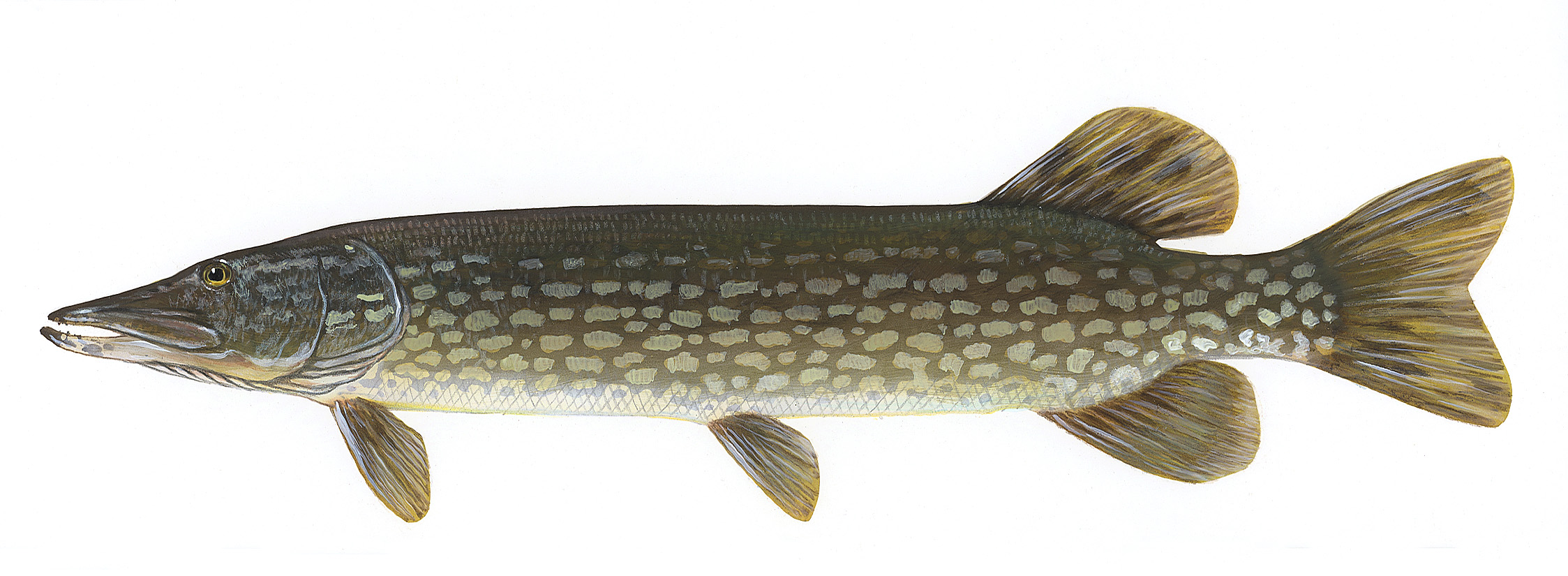
Europäischer Hecht – er gehört zu den Fressfeinden des Teichhuhns

Im Folgenden sind die Tierarten genannt, die in Europa typische Fressfeinde darstellen.
Hechte gehören zu den Tierarten, die die Küken des Teichhuhns regelmäßig verschlingen. Adulte Teichhühner fallen sehr großen Hechten jedoch nur gelegentlich zum Opfer, wie entsprechende Funde in Mägen von Hechten belegen. Auch der Wels dürfte in ähnlicher Weise den Teichhühnern gefährlich werden.
Zu den typischen Teichhuhnjägern gehört vor allem die Rohrweihe, die einen ähnlichen Lebensraum nutzt. Für die nordfriesische Insel Föhr konnte nachgewiesen werden, dass hohe Rohrweihenbestände und die Chance eines Jungvogels, das zweite Lebensjahr zu erreichen, negativ miteinander korreliert sind: In den Jahren, in denen eine hohe Dichte dieser Greifvögel zu verzeichnen ist, erlebt kaum ein Küken das zweite Lebensjahr. Der Habicht und der Seeadler gehören gleichfalls zu den Greifvögeln, die regelmäßig Teichhühner als Beute schlagen. Mäusebussarde und Wanderfalken fangen gelegentlich ebenfalls Teichhühner. Unter den Eulen ist es der Uhu, der am häufigsten Teichhühner fängt. Dort, wo sich das Verbreitungsgebiet mit der Schneeeule überdeckt, jagt diese gleichfalls Teichhühner. Zu nur gelegentlichen Jägern von Teichhühnern zählen dagegen Waldkauz, Wald- und Sumpfohreule. Möwenarten wie Silbermöwe und Mantelmöwe sind ebenfalls solche Gelegenheitsjäger. Gefährdet sind durch sie besonders die Küken, aber auch ausgewachsene Teichhühner, die geschwächt sind, können ihnen zum Opfer fallen. Steinkauz und Lachmöwe können allenfalls Küken erbeuten.
Auch unter den Säugetieren hat das Teichhuhn eine große Anzahl von Fressfeinden. Igel, Mauswiesel und Wildschwein fressen die Eier, wenn sie sie erreichen können. Wanderratte, Marderhund, Baummarder, Hermelin, Mink, Fischotter sowie verwilderte Katzen und Hunde fressen auch die Küken und schlagen gelegentlich
ausgewachsene Vögel.
Eher skurril ist es, dass ein Teichhuhn einmal beinahe zum Opfer von Erdkröten wurde. Engler (2000) weist auf einen Fall hin, bei dem man ein ausgewachsenes Männchen aus einem Teich fischte, an dessen Hals und Kopf sich Kröten festgeklammert hatten und dabei waren, den Vogel dadurch zu ersticken. Ursache dieses ungewöhnlichen Vorfalls ist der ausgeprägte Klammerreflex der Froschlurchmännchen während der Laichzeit.

### Verhalten gegenüber Fressfeinden

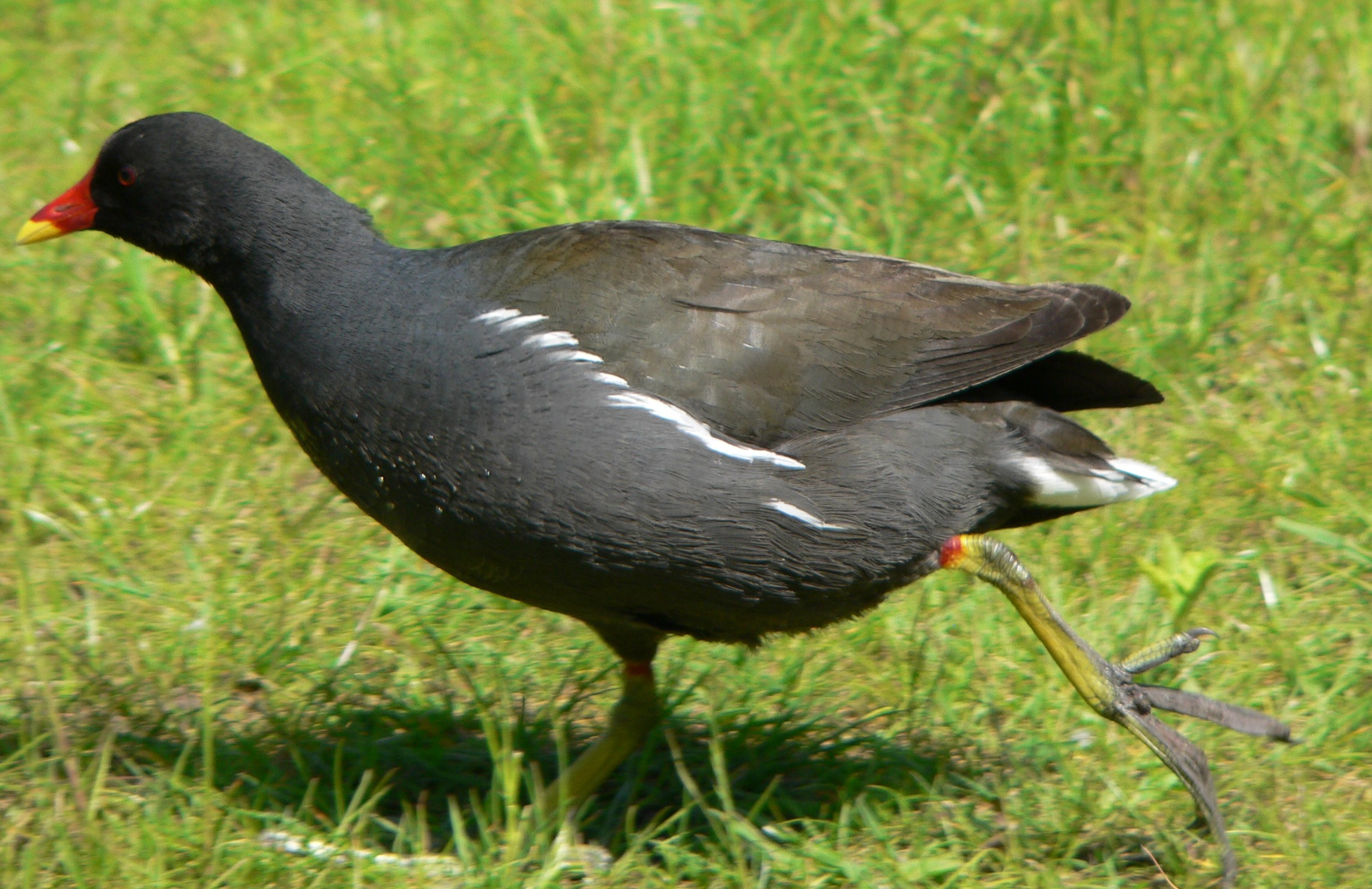
Ausgewachsener Vogel im Fluchtlauf

Teichhühner flüchten bei Annäherung eines Feindes normalerweise in die dichte Ufervegetation und bleiben dort so lange, bis sie sich wieder sicher fühlen. Befinden sie sich an Land, fliehen sie gewöhnlich laufend oder unter Nutzung des sogenannten Laufflugs. Ein Flüchten im Flug ist selten.
Befinden sich die Vögel im Wasser, flüchten sie entweder schwimmend, wegtauchend oder ebenfalls im Laufflug. Öfter als an Land fliegen sie auf, um in der Ufervegetation Deckung zu suchen. Untertauchen und gegebenenfalls ein Wegschwimmen unter Wasser als Tarnverhalten wird vor allem gegenüber Luftfeinden sowie Menschen genutzt. Sie nutzen dabei Wasserpflanzen als Deckung und tauchen so tief mit ihrem Körper ein, dass sich nur noch der Kopf oberhalb des Wassers befindet. Ist keine deckende Vegetation vorhanden, tauchen sie auch völlig unter, wobei sie sich unter Wasser am Boden oder an Unterwasserpflanzen festkrallen und bis zu zwei Minuten dort verharren können. Das Auftauchen erfolgt langsam.

## Lebenserwartung
Anhand der Funde von beringten Teichhühnern weiß man, dass freilebende Vögel bis zu acht Jahre alt werden können. Nach Untersuchung der Vogelwarten Helgoland und Radolfzell wird allerdings nur etwa jeder neunte Vogel älter als zwei Jahre.
Für ausgewachsene Vögel gibt es zwei Jahreszeiten, in denen sie durch Fressfeinde besonders gefährdet sind. Während der Fortpflanzungszeit, wenn die Tiere durch Balz und Revierverteidigung weniger aufmerksam sind, werden sie häufig von Beutegreifern geschlagen. Noch stärker ist ihre Sterblichkeit während der Wintermonate, wenn die Vegetation ihnen nur einen unzureichenden Schutz bietet. Strenge Winter mit lang anhaltenden Frostperioden führen darüber hinaus zu einer Schwächung der Vögel, sodass lokale Populationen zusammenbrechen können.

## Bestand und Bestandsentwicklung

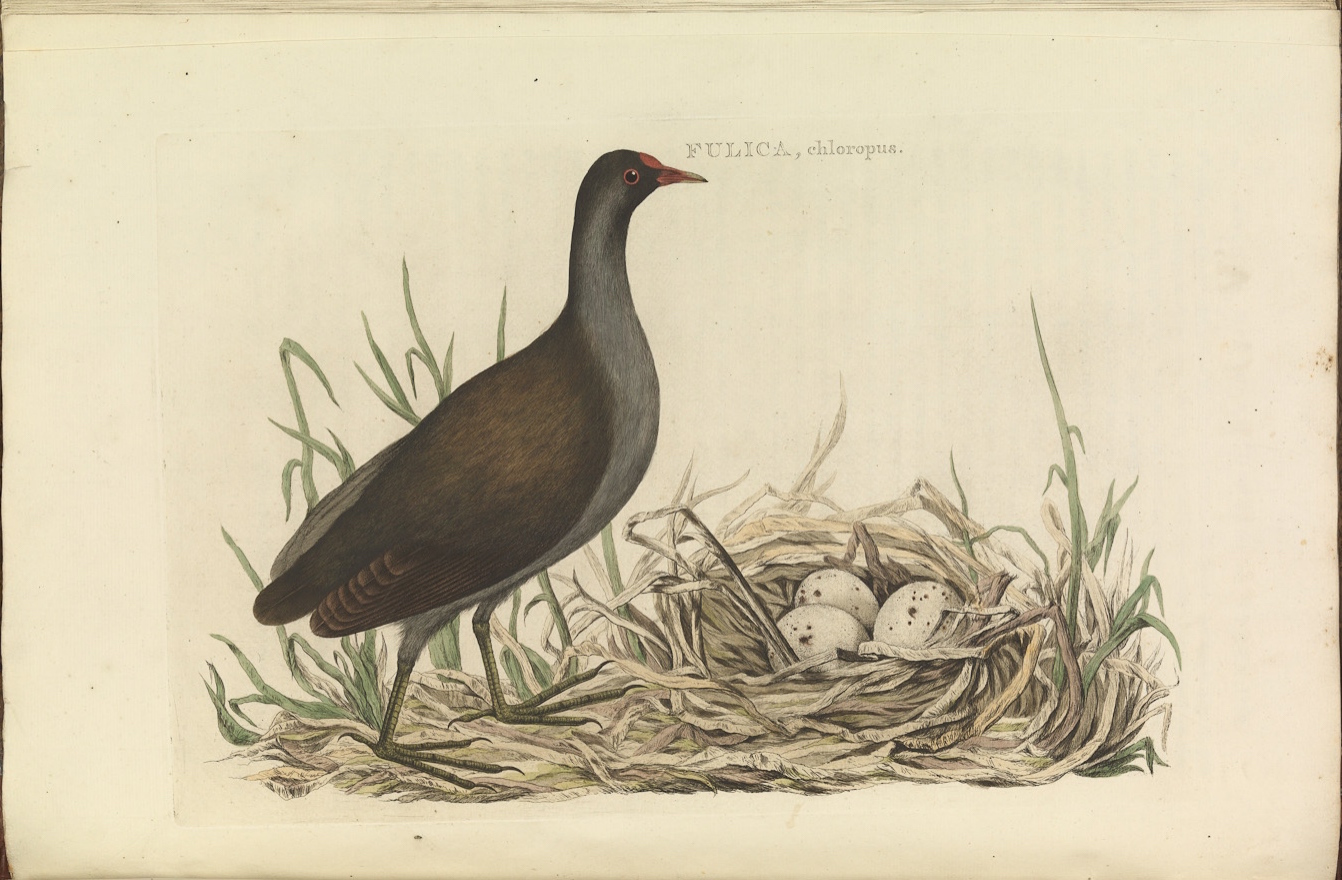
Teichhuhn am Nest in Nederlandsche Vogelen, 1750

Für die Größe des europäischen Brutbestandes gibt es nur grobe Schätzungen, er wird auf mindestens 900.000 und maximal 1.700.000 Paare geschätzt, von denen bis zu 180.000 in Mitteleuropa brüten. Die Bestände sind in den meisten Staaten stabil, nur in Deutschland, Kroatien, Estland und Lettland wurde in den letzten Jahren ein negativer Populationstrend festgestellt. So nahm im Bodenseegebiet zwischen 1980/81 und 1990/91 der Bestand um 60 % und im Großraum Bonn zwischen 1975 und 1990 um 55 % ab. Insgesamt ist der Trend jedoch uneinheitlich; während für einige Regionen wie etwa den Lahn-Dill-Kreis in Hessen, die Insel Rügen, den Kreis Dithmarschen gemeldet wird, dass eine zunehmende Anzahl langjährig besetzter Brutplätze nicht mehr besiedelt werden, blieb in anderen Regionen die Brutpopulation konstant. Größere kurzfristige Bestandsschwankungen in Mittel- und Westeuropa sind in erster Linie auf hohe Verluste in strengen Wintern zurückzuführen. Langfristige Rückgänge sind jedoch vor allem auf Biotopverluste, Störungen durch verschiedene Freizeitaktivitäten und einen zunehmenden Konkurrenzdruck durch Blessrallen zurückzuführen.